# Stenodema calcarata
Stenodema calcarata (лат.) — вид клопов-слепняков рода Stenodema из подсемейства Mirinae (Miridae).

## Распространение
Встречается в Палеарктике от южной и западной Европы до Дальнего Востока Росии и Средней Азии.

## Описание
Растительноядные клопы удлинённой формы. Длина 5,8—6,7 мм (до 8 мм). От близких видов отличается двумя предвершинными сближенными зубцами на задних бёдрах. Лоб не выступает над основанием наличника; лабиум достигает мезостернума, но не превосходит его; заднее бедро с двумя отчётливыми шипами и небольшим бугорком вентроапикально, лишь слегка сужающимся к вершине; задние голени прямые в базальном направлении; вздутие над швом проплевр прямое; бороздка на задней части мезоплеврона присутствует и отчётлива; парные ямки на переднеспинке между мозолями присутствуют, округлые; волоски на заднем крае заднего бедра такие же густые, как и на других частях бедра, заметно короче ширины заднего бедра. Отличия в строении гениталий: генитальная капсула лишь немного длиннее ширины, острая в вершине, с выростом у раструба левого парамера; апикальная половина правого парамера такая же широкая или немного шире базальной половины, раздвоена в вершине; левый парамер с острым и несколько удлинённым в заднем виде апикальным отростком; сенсорная доля левого парамера не вздута; везика с тремя мембранозными долями; дорсальная лабиальная пластинка ~ 1,5× длины и ширины; склеротизированное кольцо ~ 3× ширины и длины; расстояние между склеротизированными кольцами ~ 0,3-0,5× ширины склеротизированного кольца; мембранозное вздутие в середине дорсальной лабиальной пластинки отсутствует.
Обитают на дикорастущих и культурных злаках (включая рис и кукурузу), вредители. Stenodema calcarata живёт на травах, включая полевицу тонкую (Agrostis tenuis), лисохвост тростниковый (Alopecurus pratensis), род овсяница и на болотной молинии голубой (Molinia caerulea) и на многих других травах из семейств злаки, осоковые и ситниковые, таких как осока, камыш и ситник. Этот вид впадает в зимнюю спячку и выходит из неё в апреле. В это время самки начинают менять цвет на зелёный, а самцы остаются жёлтыми или коричневыми. Личинки появляются к августу.

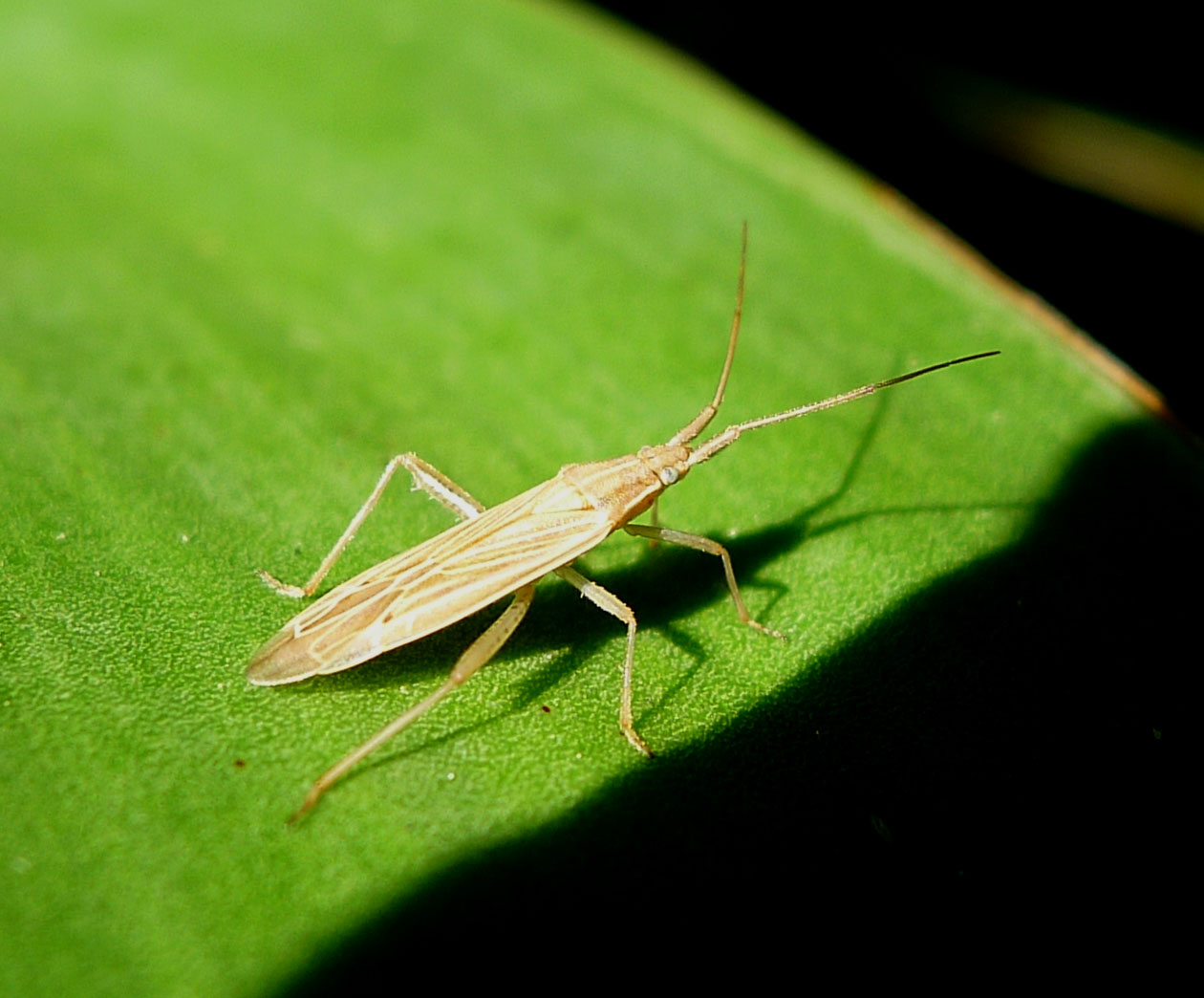
Stenodema calcarata
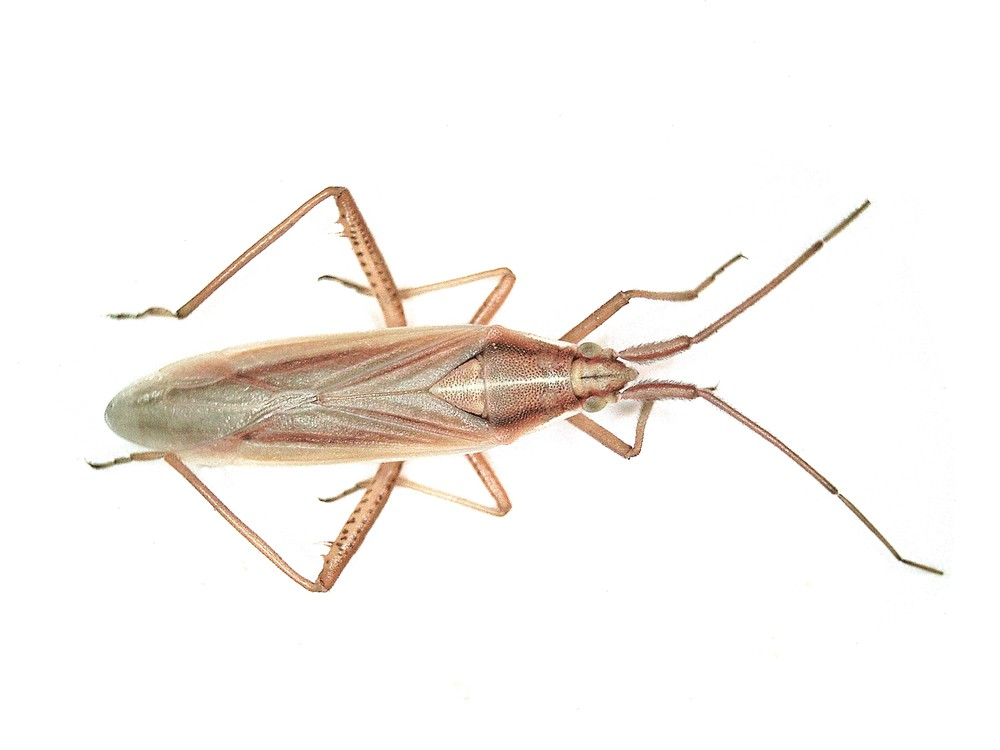
Stenodema calcarata
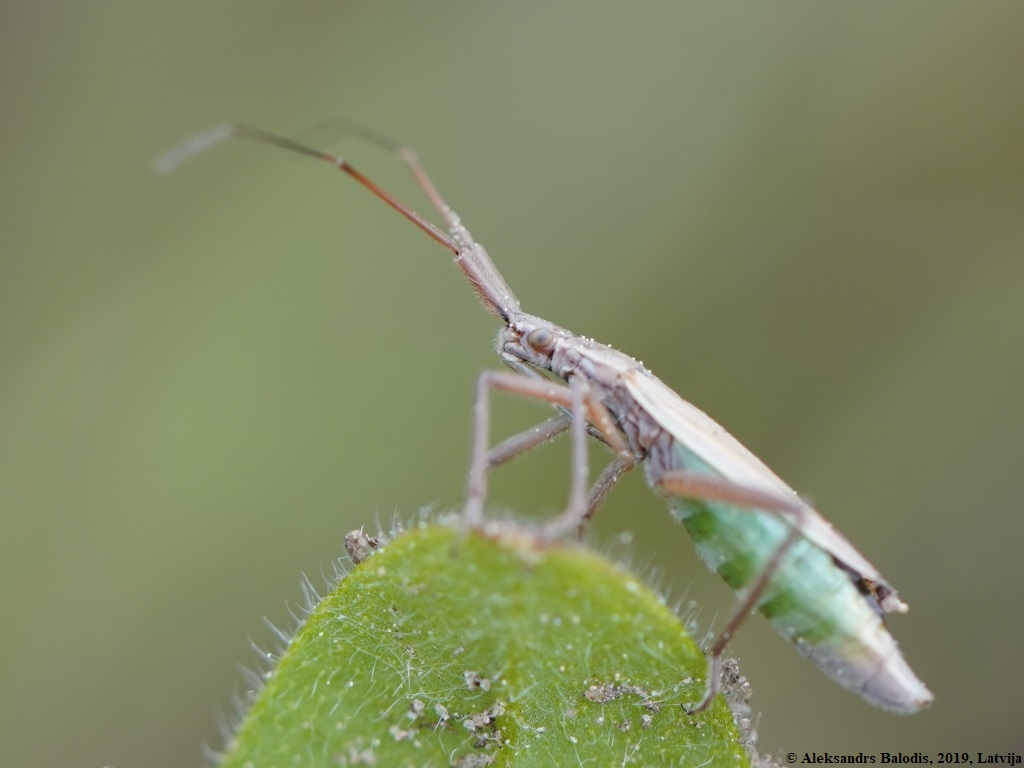
Stenodema calcarata

## Таксономия
Вид был впервые описан в 1807 году шведским энтомологом Карлом Фредриком Фалленом (1764—1830) под названием Miris calcaratus Fallen, 1807.